# ایست‌لاون (پنسیلوانیا)
ایست‌لاون (به انگلیسی: Eastlawn Gardens) یک منطقهٔ مسکونی در ایالات متحده آمریکا است که در شهرستان نورث‌همپتون، پنسیلوانیا واقع شده‌است. ایست‌لاون ۳٬۳۰۷ نفر جمعیت دارد.